# Ніколя Анелька
Ніколя́ Себастья́н Анелька́ (фр. Nicolas Sébastien Anelka, [nikɔla anɛlka]; нар. 14 березня 1979 року, Ле-Шене, Франція) — французький футболіст (нападник) і футбольний тренер.
Анелька почав свою кар'єру в «Парі Сен-Жермен», але незабаром перейшов в «Арсенал», де швидко став гравцем основного складу і отримав звання найкращого молодого гравця за версією Професійної футбольної асоціації. «Реал Мадрид» купив Анелька за рекордну суму £ 22,3 мільйона в 1999 році, але він не зміг закріпитися в основному складі і був викуплений «Парі Сен-Жермен» за £ 20 мільйонів. Попри регулярні виступи в Парижі, він знову звертає свою увагу на чемпіонат Англії;в січні 2002 року футболіста віддають в оренду в «Ліверпуль», а на початку сезону 2002/03 приєднується до «Манчестер Сіті», котрі викупили його за £ 13 млн.
Після трьох сезонів в Манчестері він переходить в «Фенербахче» і відіграє там один сезон, після чого знову повертається до Англії, щоб підписати контракт з «Болтон Вондерерз» — суми переходів склали відповідно 7 млн фунтів стерлінгів і 8 млн фунтів стерлінгів. 11 січня 2008 Анелька був куплений «Челсі» з «Болтона» за 15 мільйонів фунтів.
Після завершення кар'єри гравця став тренером, з 2018 є дитячим тренером у «Ліллі».

## Клубна кар'єра

### «ПСЖ»
Свою кар'єру Анелька почав у французькому «ПСЖ», з якого в 17-річному віці переїхав до «Арсеналу» на початку 1997 року.

### «Арсенал»
У лютому 1997 року, у віці 17 років, він приєднався до лондонського «Арсеналу» за £500,000 під керівництвом Арсена Венгера. Свій перший гол за «Арсенал» Анелька забив у домашньому матчі проти «Манчестер Юнайтед», що закінчився перемогою з рахунком 3:2. У сезоні 1996/97 він став рідше виходити переважно складі, але повернувся в нього в наступному сезоні після тривалої травми нападника Іана Райта. На «Хайбері» молодий форвард продемонстрував сильний футбол і вміння забивати, яке допомогло клубу зробити чемпіонський дубль в 1998 році. У фіналі Кубка Англії Ніколя забив м'яч у ворота «Ньюкасл Юнайтед».

### «Реал Мадрид»
Через рік Ніколя перейшов до «Реалу» за 22,3 мільйон фунтів стерлінгів. І «Арсенал», і сам Анелька були задоволені угодою. У свій єдиний сезон в Іспанії Ніколя встиг виграти Лігу Чемпіонів УЄФА, двічі забивши у півфіналі у ворота «Баварії».

### Повернення в «ПСЖ», оренда в «Ліверпуль» і «Манчестер Сіті»
Провівши лише 12 місяців на «Сантьяго Бернабеу», Анелька повернувся в «ПСЖ» і за 18 місяців забив у новому клубі 18 м'ячів, а потім його віддали в оренду до «Ліверпуля», де тренером працював його співвітчизник Жерар Ульє.
На «Енфілді» Анелька не став гравцем основного складу, і це стало причиною його переїзду до «Манчестер Сіті» під керівництво Кевіна Кігана.
У складі «міщан» Анелька забивав регулярно: за два з половиною роки 46 м'ячів. Пенальті, який Анелька заробив і сам же реалізував в жовтні 2004 року, у ворота свого нинішнього клубу, став причиною єдиної поразки «Челсі» у сезоні, коли «Челсі» вперше виграли чемпіонат під керівництвом Жозе Моурінью.

### «Фенербахче»
У березні 2006 року головний тренер «Тоттенгема» Мартін Йол заявив, що в плани лондонського клубу входить придбання Ніколя Анелька, який не раз заявляв про своє бажання повернутися до Англії. Влітку того ж року з'явилися відомості про зацікавленість кількох великих європейських клубів у послугах Анелька. У їх числі значаться бременський «Вердер», французький «Ліон» та англійські «Ліверпуль» і «Портсмут». Головний тренер мерсисайдців Рафаель Бенітес в особі французького футболіста розраховував знайти заміну Джібрілю Сіссе, який пішов до «Марселя». Керівництво «Фенербахче», в свою чергу, мало намір поповнити клубний бюджет за рахунок продажу форварда як мінімум на 12 мільйонів євро. Проте, в серпні керівництво турецького клубу запросило за трансфер в «Портсмут» 15 млн євро. Трансфер зірвався через надмірно високу вартість трансферу. Власник «Портсмута» російський бізнесмен Аркадій Гайдамак особисто літав до Стамбулу, щоб умовити Анелька перейти в його клуб, однак гравець вирішив залишитися в «Фенербахче», бо відчував велике задоволення, працюючи з новим головним тренером команди бразильцем Зіку. Попри це, через тиждень Анелька зізнався у своєму інтерв'ю, що більше не хоче виступати в чемпіонаті Туреччини.
Анелька не з'явився на кілька тренувань, внаслідок чого був переведений у дубль «Фенербахче». Рішення про переведення було прийнято головним тренером Зіко, який також заявив, що на місце у складі «Фенербахче» у матчі-відповіді проти київського «Динамо» в рамках третього кваліфікаційного раунду Ліги чемпіонів француз може навіть не розраховувати .

### «Болтон»
Анелька підписав чотирирічний контракт з англійським «Болтоном». Керівництво англійського клубу виклало 8 млн фунтів стерлінгів за трансфер з турецького «Фенербахче», де він виступав протягом останніх півтора років.
У січні 2007 року Анелька заявив, що хотів би повернутися в лондонський «Арсенал», в якому колись почав свою кар'єру.
Навесні 2007 року з'явилися чутки про намічений перехід Анелька в «Ювентус» і навіть про те, що «Болтон» нібито розглядає вірогідною кандидатурою на місце Анелька нападника «Лор'ян» Андре-П'єра Жиньяка. Пізніше, за повідомленням The Guardian, після того як манкуніанці домовилися про перехід на «Олд Траффорд» португальського вінгера Нані, бразильського півзахисника Андерсона та англійського півзахисника «Баварії» Оуена Харгрівза, головний тренер команди сер Алекс Фергюсон оголосив Анелька наступної трансферною метою. Однак, через тиждень французький нападник спростував ці чутки.
За півтора сезони в «Болтоні» Ніколя зіграв 53 матчі, і забив 22 м'ячі.

### «Челсі»

#### 2007/08
11 січня 2008 року Анелька був викуплений «Челсі» з «Болтона», за 15 мільйонів фунтів, і підписав контракт на 3,5 роки. Свій перший гол за «Челсі» він забив 2 лютого в матчі проти «Портсмута». У фіналі Ліги Чемпіонів сезону 2007/2008 не реалізував вирішальний пенальті. У результаті «Челсі» програв «Манчестер Юнайтед». У передсезонної підготовки сезону 08/09 в рамках «Кубка РЖД», організованого в Москві столичним «Локомотивом», забив Мілану 4 голи. У результаті Челсі обіграв Мілан з рахунком 5:0 і став третім на турнірі.

#### 2008/09
Спочатку сезону травмувався Дідьє Дроґба, Анелька зайняв його місце і дуже вражаюче почав сезон 2008/09. За підсумками сезону 08/09 в АПЛ став найкращим бомбардиром, забивши 19 голів. 1 листопада 2008 Анелька забив свій перший хет-трик за «Челсі» в матчі проти «Сандерленда», результатом якого стала перемога господарів з рахунком 5:0. Він зарекомендував себе як важливого члена складу та зберіг своє місце в команді, попри одужання Дрогба. Після приходу Гуса Хіддінка Анелька став частіше грати на фланзі. 10 травня він забив гол своєму колишньому клубу «Арсенал» і допоміг «синім» перемогти з рахунком 4:1, внаслідок чого це стало гіршим домашнім поразкою «Арсеналу» за останні 38 років.

#### 2009/10
Анелька забив свій перший гол у сезоні в матчі проти «Фулхема», що закінчився перемогою «Челсі» з рахунком 2:0 на стадіоні «Крейвен-Котедж». У наступні вихідні він підтвердив свою гарну форму забив гол у матчі проти «Бернлі». Один зі своїх найкращих голів сезону Анелька забив у ворота «АПОЕЛа» ударом з-за меж штрафної. Свій третій гол сезону Анелька забив у матчі проти «Ліверпуля» на «Стемфорд Бридж», допоміг команді виграти з рахунком 2:0, другий же гол матчу забив його партнер по збірній Франції Флоран Малуда. Анелька продовжив свою прекрасну гольову серію в Лізі чемпіонів після перемоги над «Порту» на стадіоні «Драгау» з рахунком 1:0, що зробило «Челсі» другою англійською командою, що зуміла виграти на домашній арені «Порту». Він продовжив свій рахунок голам у цьому сезоні, забивши перший гол за «Челсі» в нічийному матчі проти «Евертона» в Прем'єр-лізі, що закінчився з рахунком 3:3. Це був його перший гол у змаганні з жовтня. 16 січня 2010 року, одужавши після травми, Анелька двічі забив у розгромним матчі проти «Сандерленда» (7:2).
У кінці березня 2010 року Анелька заявив, що має намір залишитися в «Челсі», з керівниками якого він поки ніяк не може домовитися про підписання нового контракту.
Нападник збірної Франції та лондонського «Челсі» продовжив контракт з клубом до 2013 року. Клуб і гравець домовилися продовжити контракт француза ще на 3 роки.

### «Шанхай Шеньхуа»
12 грудня китайський клуб «Шанхай Шеньхуа» підписав контракт з французьким форвардом на два роки. Цікаво, що також «Шанхай Шеньхуа» крім Анелька хотів дістати ще двох гравців «Челсі» — Дідьє Дроґба і Джона Террі. З першим надалі був підписаний контракт. Під час виступів у клубі був граючим помічником головного тренера.

### «Ювентус»
1 лютого 2013 перейшов на правах оренди в туринський «Ювентус», з яким в цьому ж сезоні і виграв Серію А, зігравши за весь час менше тайму. Контракт був підписаний до 30 червня з можливістю продовження на рік.

### «Вест Бромвіч Альбіон»
34-річний нападник підписав контракт за схемою «1 + 1». За новий клуб дебютував 17 серпня в матчі проти «Саутгемптона» (0: 1). 22 серпня з'явилася інформація про те, що Анелька має намір завершити кар'єру, проте його агент спростував цю інформацію. 28 грудня оформив дубль у ворота «Вест Гема».

### «Мумбаї Сіті»
Француз завершив кар'єру 2014 року в індійському «Мумбаї Сіті».

## Кар'єра в збірній
На молодіжному рівні Анелька став грати за молодіжну збірну Франції до 20 років у 1997 році на Молодіжному чемпіонаті світу. 22 квітня 1998 року він перший раз виступив за національну збірну в матчі проти Швеції. Його першим головним турніром став Чемпіонат Європи 2000 року, в якому Франція перемогла. Також він був частиною команди, яка виграла Кубок Конфедерацій у 2001 році. Попри багатообіцяючий початок, Анелька втратив своє місце в національній команді і не заявлявся до 2007 року. Це пов'язано з тим, що він не часто виходив в основному складі команди на клубному рівні, переважно завдяки тому, що він часто їх міняв. Коли нападник Джібріль Сіссе був змушений пропустити Чемпіонат світу 2006 року з-за травми, нападник ліонського «Олімпіка» Сідней Гову був викликаний в ролі заміни Сіссе, а не Анелька.
Анелька був викликаний в збірну Франції, напередодні ігор відбіркового циклу Євро-2008 проти збірних Шотландії та Фарерських островів, замінивши у збірній двох інших нападників, Луї Саа та Сіднея Гову, які пропустили ігри через травми.
Анелька вийшов на заміну в кваліфікаційної стадії чемпіонату Європи 2008 року в матчі проти Литви 24 березня 2007 року і приніс перемогу збірної Франції точним ударом з 20-ти метрів.
На Чемпіонаті світу 2010 року в ПАР Анелька зіграв 2 матчі і, не зумівши забити жодного гола, був відрахований з команди за образи головного тренера. Після цього випадку Ніколя оголосив про завершення кар'єри в національній збірної. 18 серпня 2010 року Французька футбольна федерація дискваліфікувала нападника національної команди Ніколя Анелька на 18 матчів.

## Тренерська кар'єра
Ще як гравець Анелька мав досвід тренерської діяльності: у «Шанхай Шеньхуа» він був помічником Флорана Ібенге, а після його відставки — Серхіо Батісти.
У лютому 2015 року, після завершення кар'єри гравця, став спортивним директором алжирського клубу «Хуссейн Дей». Він мав намір паралельно бути гравцем, однак алжирський клуб не зміг заявити його через обмеження на легіонерів у чемпіонаті Алжиру: лише гравці збірної до 27 років. Анелька відзначився у квітні 2015 бійкою з головним тренером клубу Мезіаном Ігілем, після чого француз домігся звільнення тренера. Домігшись збереження прописки в еліті для команди, в червні 2015 залишив клуб.
У липні 2015 повернувся до індійського «Мумбаї Сіті», цього разу як граючий тренер. Провівши півроку в клубі, у грудні він вирішив залишити посаду через незадовільні результати.
У 2017 році працював консультантом у нідерландській «Роді (Керкраде)».
У листопаді 2018 підписав контракт з «Ліллем» як тренер академії, де зокрема він працює над підготовкою нападників.

## Особисте життя
Батьки Ніколя, Маргарита і Жан-Філіпп — вихідці з Мартиніки, що приїхали до Франції в 1974 році. Брат Клод — агент Ніколя. Дружина бельгійка Барбара Тоз'я (1977 р.н.) — учасниця італійського естрадного оркестру «Eu4ya», у вільний час любить грати в теніс. У них є син. Анелька заявляв, що після відходу з футболу, він хотів би працювати в кіноіндустрії, тому що у нього є друг в цьому бізнесі.
Після розмов з друзями дитинства щодо релігії, Анелька прийняв іслам у 2004 році в Об'єднаних Арабських Еміратах, взявши мусульманське ім'я Абдул-Салам Білал.

## Досягнення
- Чемпіон Європи (U-18): 1996
- Чемпіон Європи: 2000
- Переможець Кубка конфедерацій: 2001

- Володар Суперкубка Франції (1):

«Парі Сен-Жермен»: 1995
- Чемпіон Англії (2):

«Арсенал»: 1997-98
«Челсі»: 2009-10
- Чемпіон Туреччини (1):

«Фенербахче»: 2004-05
- Чемпіон Італії (1):

«Ювентус»: 2012-13
- Володар Кубка Англії (3):

«Арсенал»: 1997-98
«Челсі»: 2008-09, 2009-10
- Володар Суперкубка Англії (2):

«Арсенал»: 1998
«Челсі»: 2009
- Переможець Ліги чемпіонів УЄФА (1):

Реал Мадрид: 1999-2000
- Переможець Кубка Інтертото (1):

«Парі Сен-Жермен»: 2001